# Парк покорителей космоса имени Ю. Гагарина
Парк покорителей космоса им. Юрия Гагарина — мемориально-образовательный комплекс под открытым небом, филиал (с 2022 года) Объединённого мемориального музея-заповедника Ю. А. Гагарина, расположенный в Саратовской области недалеко от места приземления Юрия Алексеевича Гагарина и его посадочной капсулы, в 16 км от Энгельса. С инициативой создания Парка выступил Председатель Государственной Думы Федерального Собрания Российской Федерации Вячеслав Володин. Идею создания комплекса и благоустройства исторического места поддержал Президент России Владимир Путин.

## История Парка

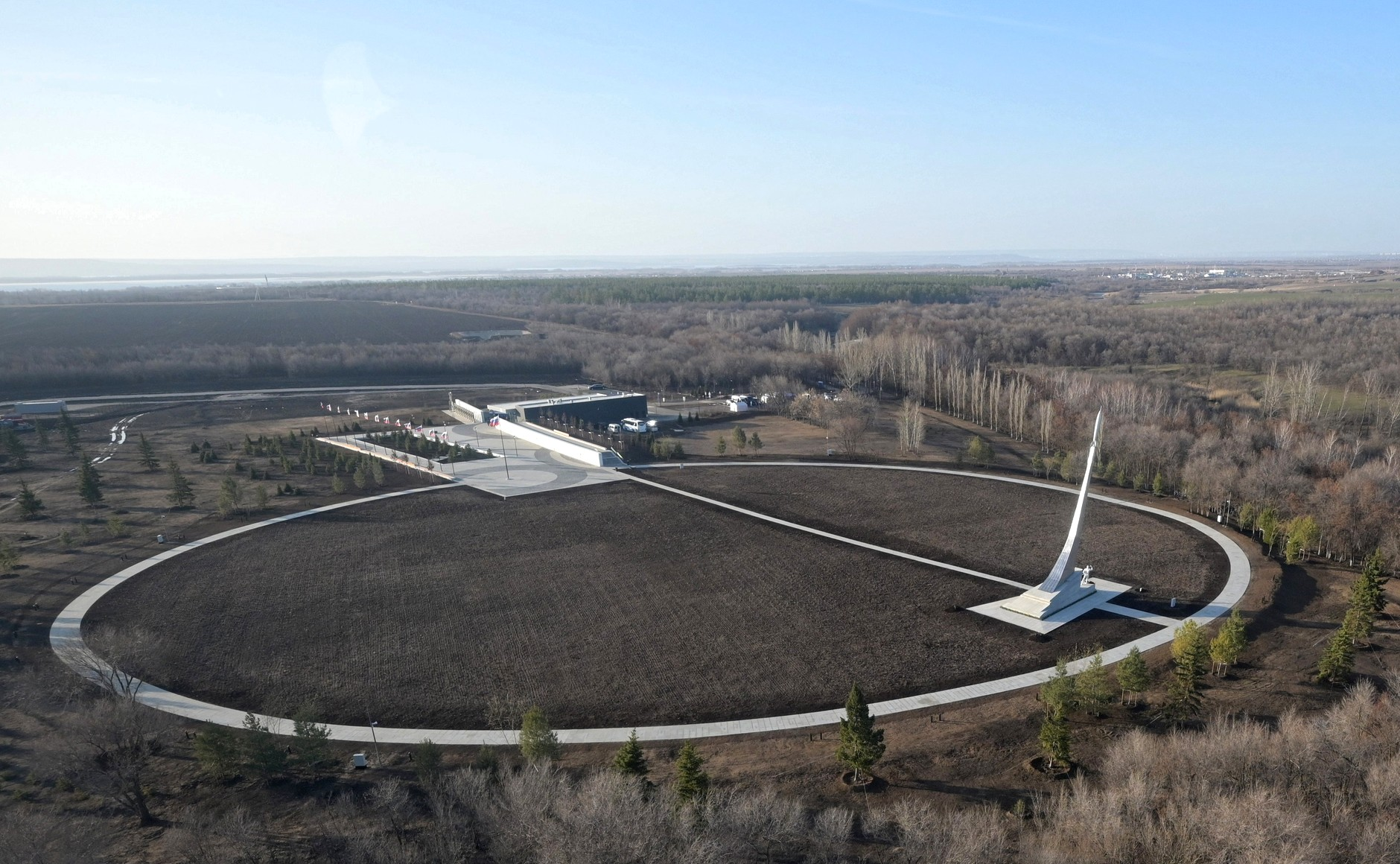
Парк покорителей космоса имени Юрия Гагарина. Вид сверху

Памятник на месте приземления Юрия Гагарина

Парк покорителей космоса им. Юрия Гагарина открыт в 2021 году в Саратовской области в честь 60-летия полёта первого космонавта планеты. Юрий Алексеевич Гагарин стал первым, кто покорил космическое пространство. Значимое место в его жизни занимала Саратовская область. Здесь он учился в Саратовском индустриальном техникуме, здесь пришёл в местный аэроклуб ДОСААФ СССР и впервые поднялся в небо на спортивном аэродроме Дубки (ныне Аэроклуб им. Ю. А. Гагарина), на саратовской земле приземлился его «Восток-1», рядом с Волгой.
Идея создания мемориального комплекса появилась после того, как 12 апреля 2019 года Вячеслав Володин и Валентина Терешкова побывали на «Гагаринском поле» в Энгельсском районе. С инициативой создания Парка в Саратовской области выступил Председатель Государственной Думы Вячеслав Володин. В 2019 году он обратился к Президенту России Владимиру Путину с просьбой поддержать идею. Президент поддержал эту инициативу.
Цель проекта — увековечивание памяти первого космонавта планеты, популяризация истории и космической деятельности нашей страны. Планируется, что это будет единственный в своем роде мемориально-образовательный комплекс под открытым небом.
Для проектирования Парка были приглашены лучшие архитекторы из России и Европы. Проект реализован в рамках государственно-частного партнерства. На предложение принять участие в этом проекте откликнулся Роман Аркадьевич Абрамович. Он родился в Саратове, что и стало аргументом.

## Этапы реализации
Создание парка разделено на несколько очередей. Первый этап строительства завершился к 60-летию первого полёта человека в космос 12 апреля 2021 года.
В ходе этого этапа благоустроено место приземления первого космонавта и спускаемого аппарата космического корабля «Восток-1». Отреставрированы стела и памятник Юрию Гагарину, барельефы космонавтов, появились новые объекты: маршрут и поле «108 минут», кедровник, мемориальная стена. К Парку построены дороги (автомобильная и велопешеходная), возведено здание инфоцентра, рядом с которым расположилась копия легендарного автобуса «ЛАЗ-695Б». Именно он подвозил космонавтов к взлётной площадке в СССР, в том числе Юрия Гагарина. Площадь мемориально-образовательного комплекса увеличилась и составила 20 га. К Парку проложена 13-километровая велосипедная дорожка с освещением и остановочными павильонами.
В качестве навигационной системы в Парке выступают «метеориты», расположенные в трёх ключевых зонах: Площади космонавтов, в начале пути «108 минут» и на смотровой площадке в историческом месте приземления капсулы спускаемого аппарата космического корабля «Восток-1». На шунгитовых глыбах нанесена подробная информация про каждую зону.
Всего в Парке высажено более миллиона растений, которые привезены из лучших питомников России.
Для каждой зоны мемориально-образовательного комплекса разработана и подобрана индивидуальная система функционального и декоративного освещения.
Одним из уникальных объектов системы электроснабжения являются «умные опоры». Они установлены в нескольких местах в парке и снабжены USB разъемами для зарядки гаджетов, камерами видеонаблюдения, кнопкой вызова оператора.
На световых опорах также разместят динамики системы оповещения для информирования посетителей.
На смотровой площадке в месте приземления капсулы установлен арт-объект в виде маяка с золотистым наконечником, символизирующим орбиту. Гобо-прожекторы проецируют рисунок звездного неба и изображения планеты Земля на площадь и спускаемый аппарат.
После реставрации памятника первому космонавту на историческое место была возвращена капсула с землей с родины Гагарина, Смоленской области.
Также в рамках первого этапа началось благоустройство населённых пунктов, расположенных рядом с Парком — села Смеловка и Подгорное. В 2021 году выполнено устройство новых автомобильных дорог, установлены дополнительные системы освещения, вышка сотовой связи, выполнен проект газификации.
В селе Смеловка, которое находится в непосредственной близости к Парку, планируется построить причал и произвести углубление дна Волги, создав возможность остановки теплоходов, чтобы путешествующие по реке могли ознакомиться с парком и отдохнуть.

## Место расположения парка
Бытует мнение, что парк расположен непосредственно на месте приземления Гагарина, но это не так. 
Относительно обстоятельств приземления задокументирована следующая информация:

12.04.1961 г. в 10 час. 55 мин. 2 км юго-восточнее н. п. Подгорное приземлился лётчик-космонавт майор ГАГАРИН Юрий Алексеевич, совершивший первый космический полёт на космическом корабле «Восток». Первый заметил ефр. Сапельцев В. Г., а прибыл к месту приземления майор Гассиев А. Н., который доставил первого в мире лётчика-космонавта Героя Советского Союза майора ГАГАРИНА ЮРИЯ АЛЕКСЕЕВИЧА в подразделение для встречи с личным составом.
— Выписки из Исторического формуляра в/ч 40218, раздел VII. Лист № 4, параграф 6.
В то же время парк расположен приблизительно в 6 км юго-восточнее села Подгорное.

## Галерея

Парк покорителей космоса им. Юрия Гагарина
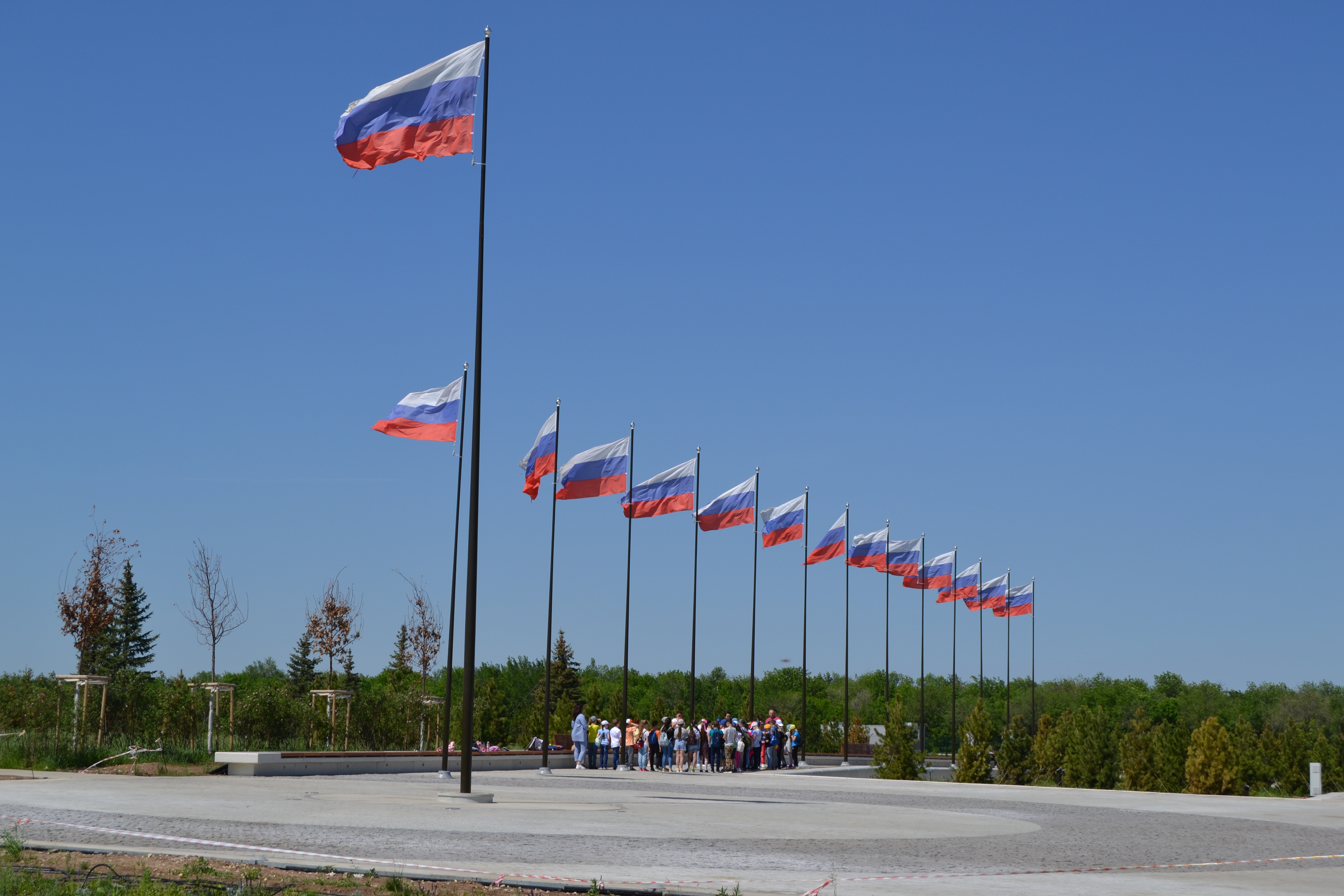
Площадь Государственного флага
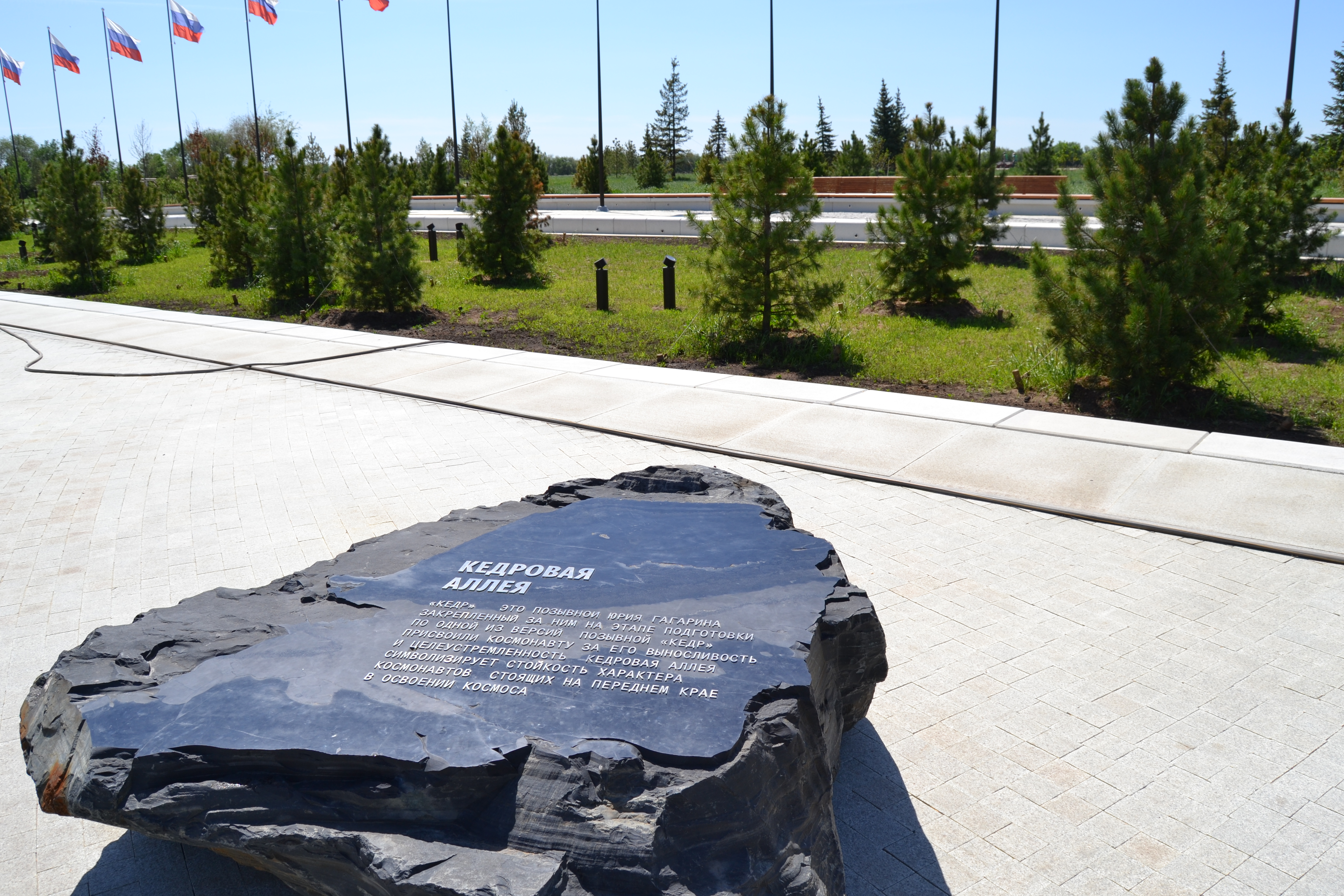
Кедровая аллея
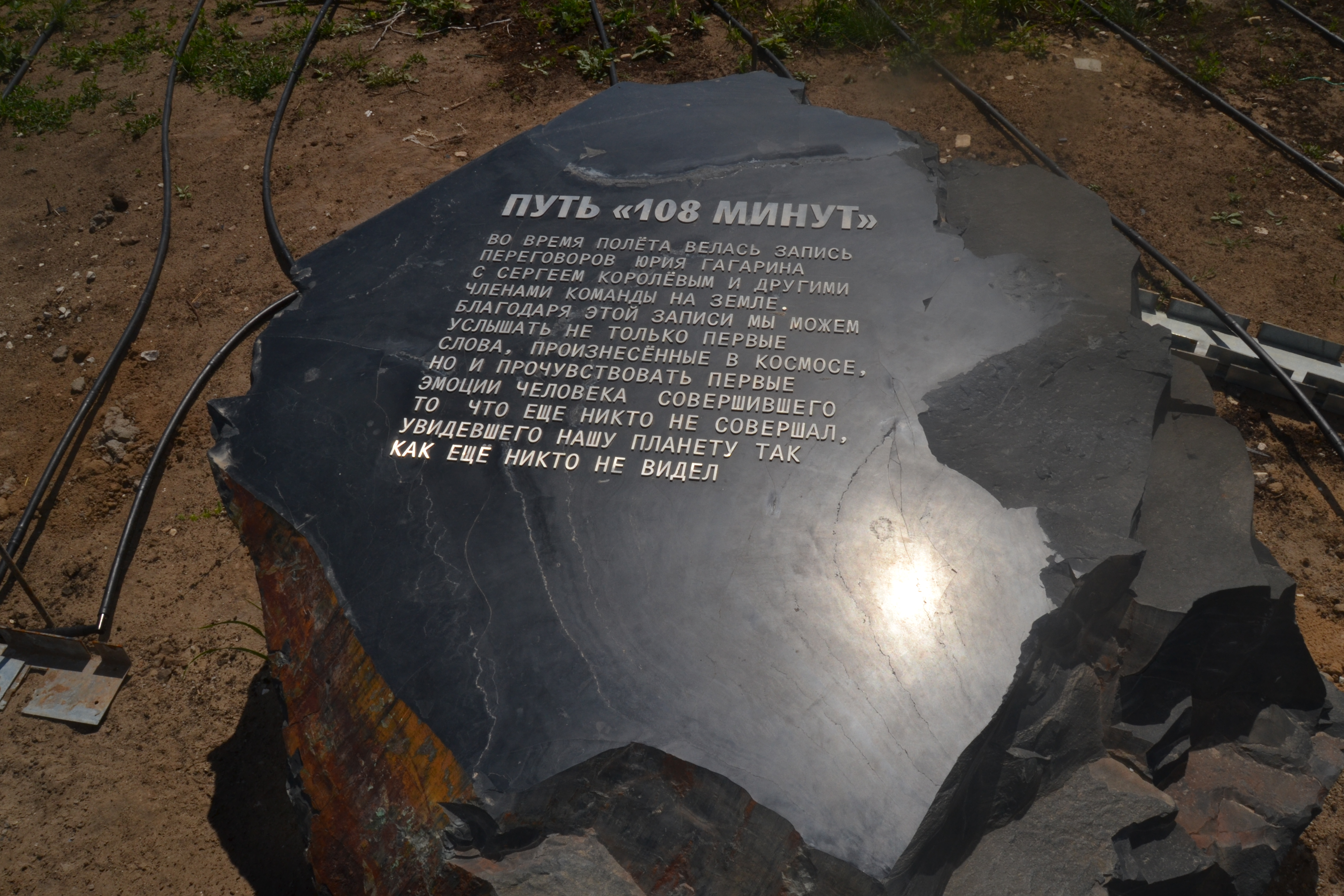
Путь 108 минут
Место приземления Юрия Гагарина
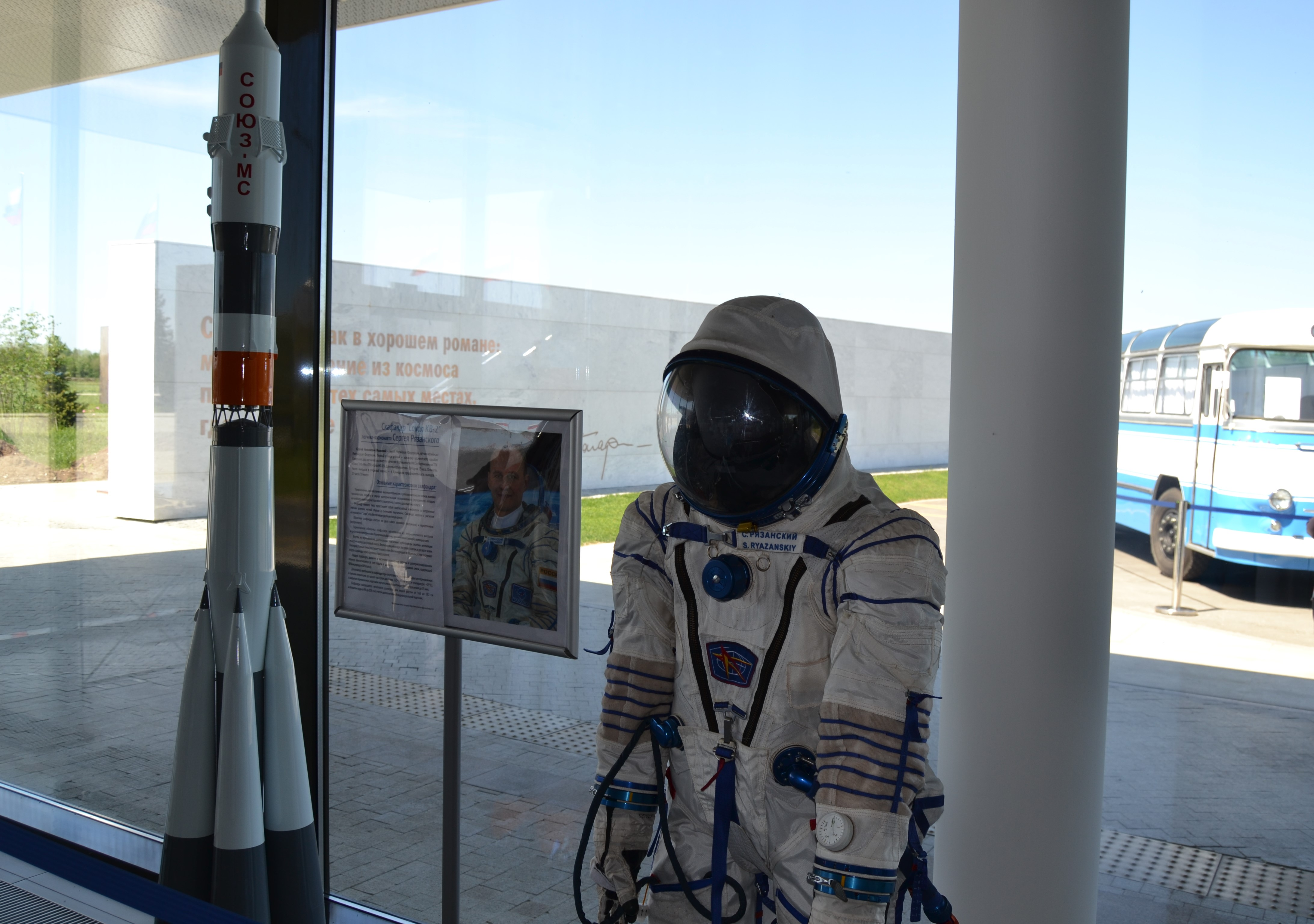
Экспонаты музея
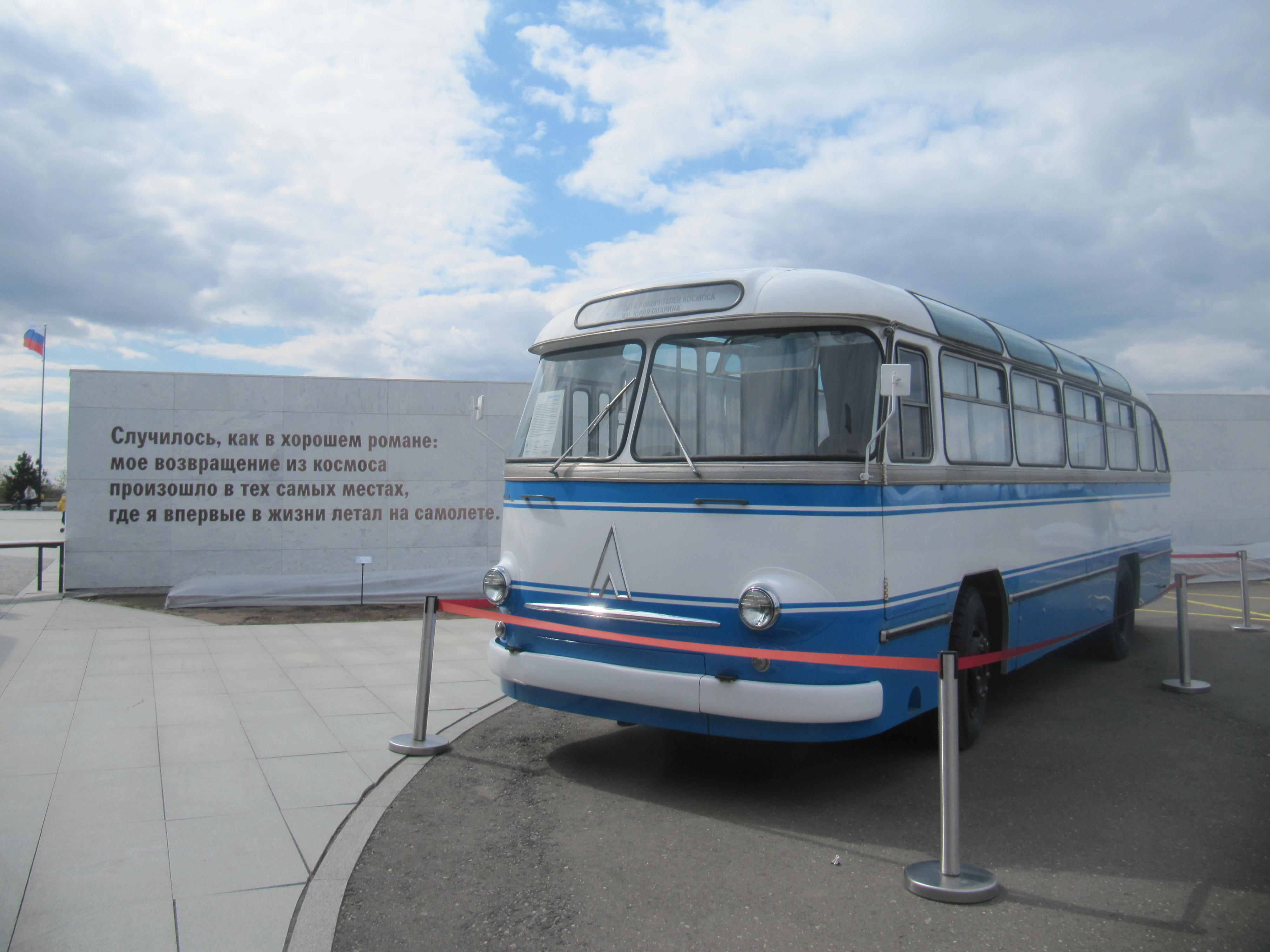
ЛАЗ-695Б и стена с воспоминаниями Гагарина
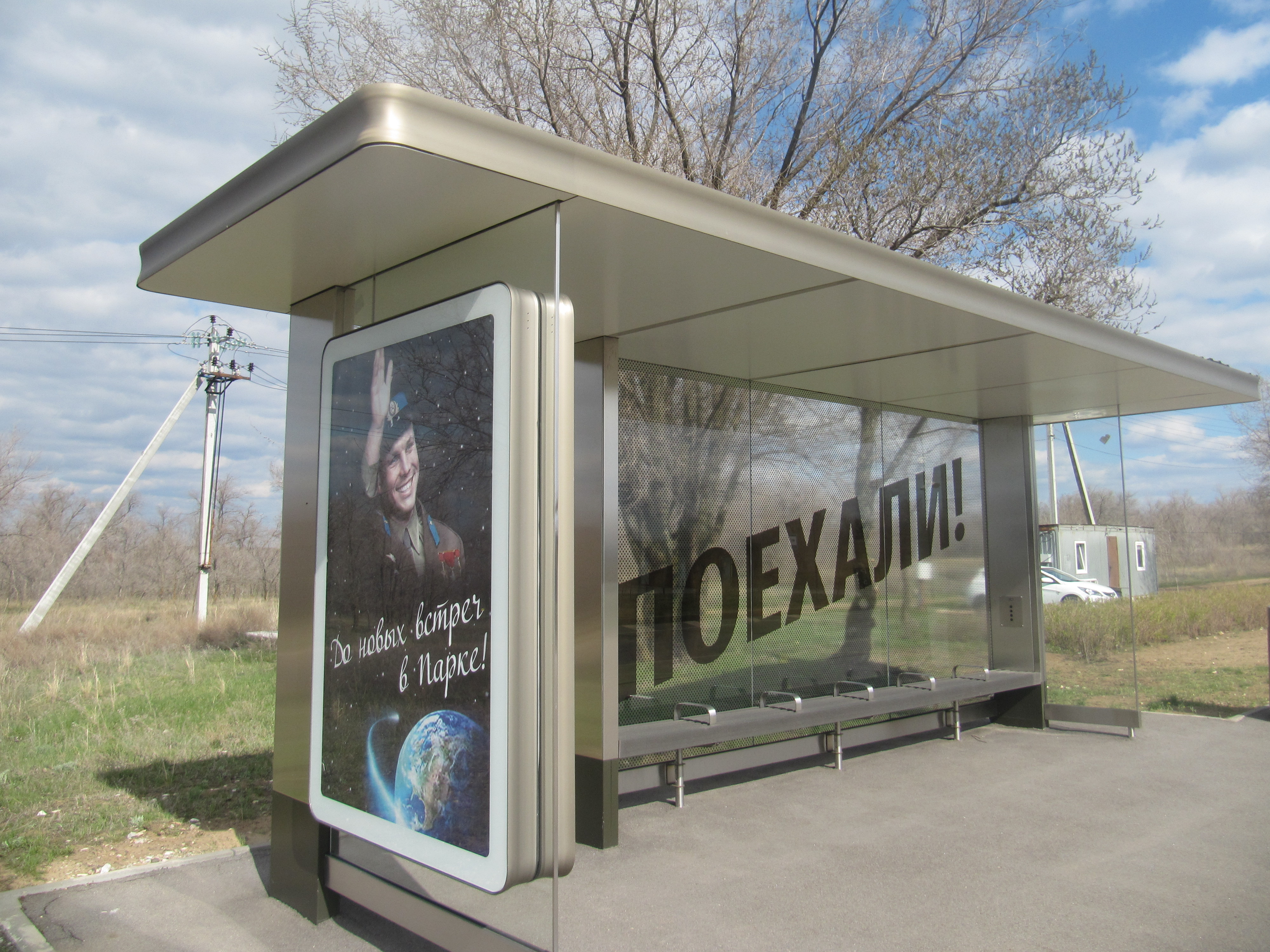
Остановочный павильон
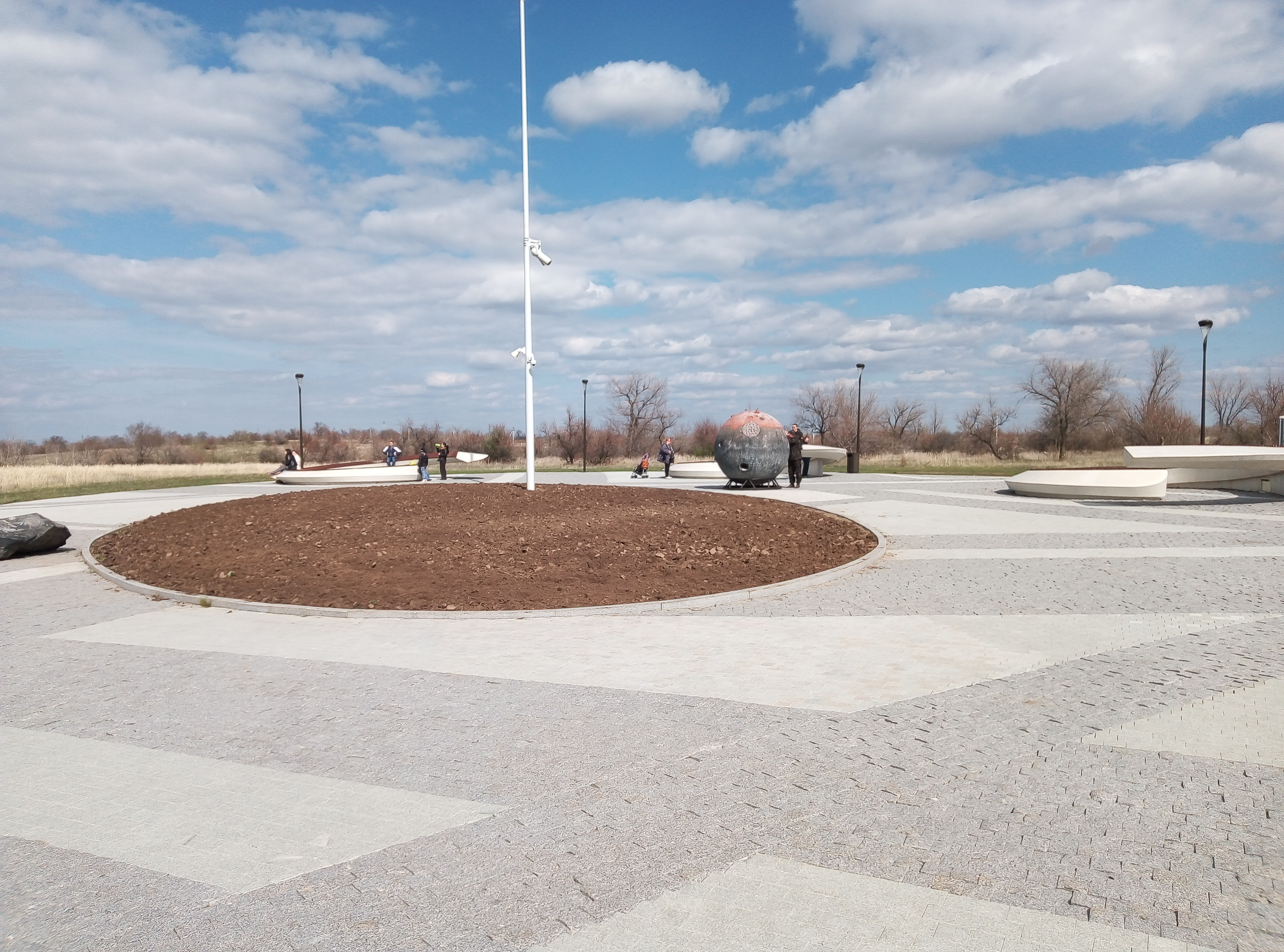
Место приземления спускаемого аппарата
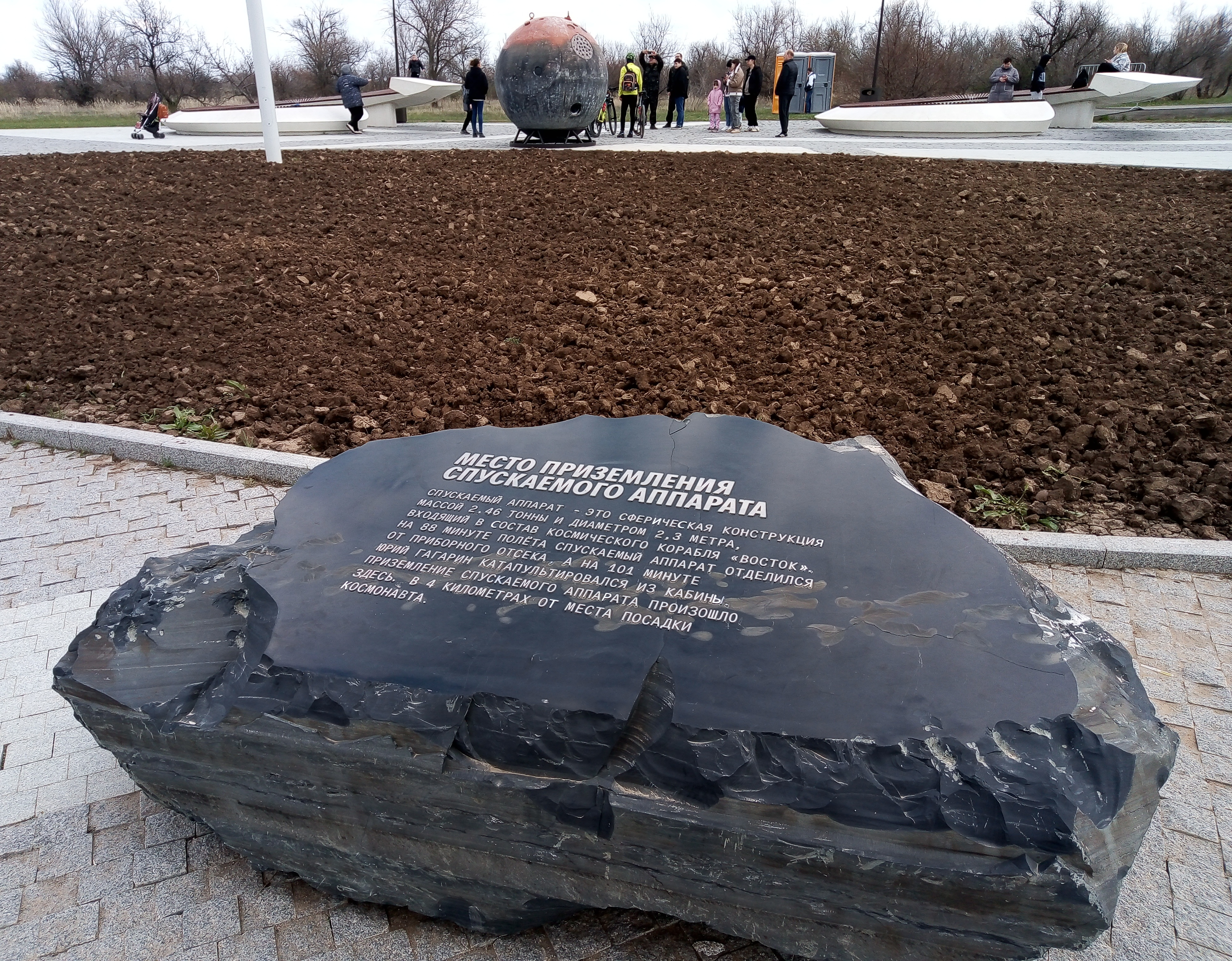
Спускаемый аппарат и памятный камень

## Площадь космонавтов — Аллея Почёта

Памятник Ю.А. Гагарину
К.Э. Циолковский и С.П. Королёв
Г.С. Титов
П.Р. Попович
В.В. Терешкова
В.М. Комаров
К.П. Феоктистов
А.А. Леонов
В.Н. Кубасов
Г.В. Сарафанов
В.В. Ковалёнок
С.Е. Савицкая
С.К. Крикалёв
Ю.Г. Шаргин